# Margarita Llopis
Margarita Llopis Ponte (La Coruña, 14 de febrero de 1935) es una archivera española.

## Trayectoria
Estudió Filosofía y Letras en la Universidad de Santiago de Compostela y se licenció en Historia en la Universidad Complutense de Madrid. Presentó su tesis, dirigida por el historiador del arte Diego Angulo Íñiguez, en 1958. Se titulaba La arquitectura renacentista en Galicia y trataba sobre la arquitectura gallega en época del Renacimiento y estaba.
Llopis fue becaria del Instituto Jerónimo Zurita del Consejo Superior de Investigaciones Científicas (CSIC) donde, a partir del año 1958, empezó a organizar los fondos de publicaciones del instituto y de la revista científica Hispania. Revista Española de Historia en la biblioteca. Además, realizó una estancia de investigación en la Biblioteca Nacional de Francia.
En 1960, realizó prácticas de Paleografía y Diplomática en el Archivo Histórico Nacional e investigó sobre la administración de las Órdenes Militares por parte de la Familia Fúcar. Al año siguiente, en 1961, ingresó en el Cuerpo Facultativo de Archiveros, Bibliotecarios y Arqueólogos. Estuvo destinada en el Archivo General de Indias (AGI), en Sevillay en el Registro de la Propiedad Intelectual. Fue directora del Archivo Histórico Universitario de Santiago.
En 1980, formó parte de la directiva de la Asociación para la Conservación y Protección de los Cementerios Coruñeses, con el objetivo de evitar cierres, y en defensa de los cementerios coruñeses.

## Obra
- 1958 – La arquitectura renacentista en Galicia. Universidad Complutense de Madrid Facultad de Filosofía y Letras Departamento de Historia.[2]
- Catálogo de la exposición conmemorativa del primer centenario de la Ley de Propiedad Intelectual (1879-1979).[7]
- Catálogo de la Exposición conmemorativa del Primer Centenario de la Ley de Propiedad Intelectual (1879-1979) Biblioteca Nacional... 10 a 25 de enero de 1979.[8]

## Reconocimientos
En 2020, fue incluida dentro del proyecto “Mujeres Investigadoras en los Archivos Estatales (1900-1970)” para la descripción archivística y creación de un micrositio específico en el Portal de Archivos Españoles (PARES), desarrollado entre 2020-2023. Este proyecto ha sido impulsado por la Subdirección General de Archivos Estatales, con el objetivo visibilizar la labor de investigación realizada en España por las mujeres en el intervalo 1900-1970 partiendo de los registros documentales que se conservan en los Archivos de Gestión de los AAEE del Ministerio de Cultura (el Archivo Histórico Nacional, el Archivo de la Corona de Aragón, el Archivo General de Simancas, el Archivo General de Indias, el Archivo de la Real Chancillería de Valladolid, el Archivo General de la Administración y el Centro de Información Documental de Archivos).